# Carel Sandon
Carel Sandon (Lubumbashi, 29 marzo 1983) è un ex pugile italiano, originario della Repubblica Democratica del Congo, nipote dell'ex campione del mondo WBA dei pesi medi Sumbu Kalambay.

## Biografia
Professionista dal 2007, conosciuto come "Er Puma", disputa 14 incontri in 4 anni vincendoli tutti.
Nel luglio 2011, contro Samir Ziani, incassa la prima sconfitta, in un incontro valido per il titolo internazionale dei pesi leggeri; segue un periodo di depressione e, nel novembre dello stesso anno, Sandon tenta il suicidio.
È costretto ad una lunga e difficile riabilitazione che lo lascia inattivo per tutto il 2012. Torna sul ring e alla vittoria contro Zoltan Horvath al Palasport di Montalto di Castro, il 22 febbraio 2013.
Il 6 luglio 2013 sconfigge Mldaden Zivkov alla seconda ripresa al Campo Fattori di Civitavecchia. Il 25 gennaio 2014 al palasport di Tolfa, in provincia di Roma, sconfigge ai punti il lituano Jevgenijs Fjodorovs.